# Гаврош (фільм)
«Гаврош» — радянський героїко-революційний фільм за мотивами роману Віктора Гюго «Знедолені», знятий режисером Тетяною Лукашевич на кіностудії «Мосфільм» в 1937 році. Фільм відновили на Кіностудії ім. М. Горького у 1976 році.

## Сюжет
Сюжет фільму значно відрізняється від сюжетної лінії роману. Додані нові персонажі, мотивація героїв адаптована для сприйняття атмосфери революційної романтики юним глядачем. Париж, 1832 рік. Туше, що втік з каторги, заарештовують на його колишній квартирі, у той момент, коли поліція прийшла виселяти мешканців будинку Горбо на вулицю за несплату. Дітей Туше, після смерті матері, пригрів маленький волоцюга Гаврош, що ночує всередині дерев'яної статуї слона на площі Бастилії. Пізніше він допоміг їхньому батькові втекти з в'язниці і зустрівся з ним вже на барикаді Монмартра, побудованій революційно налаштованими парижанами. Командир захисників Анжольрас передав Гаврошу скорботну звістку про загибель його батька в катівнях королівської в'язниці. Хлопчик бореться нарівні з іншими революціонерами і гине від кулі гвардійця, вирушивши у сміливу вилазку за патронами.

## У ролях
- Микола Сморчков —  Гаврош Тенардьє
- Іван Новосельцев —  Анжольрас
- Ніна Зорська —  Мадлен, квіткарка
- Павло Массальський —  Монпарнас, злодій
- Іван Аркадін —  продавець церковних купелей
- Георгій Чорноволенко —  Жак
- Василь Новиков —  Марсель
- Д. Попов —  Туше
- Едуард Гунн —  Гюльмер, злодій
- Андрій Корабльов —  Жавер
- Микола Погодін —  Новет, хлопчик
- Іван Бобров —  зброяр
- Василь Новіков —  епізод

## Знімальна група
- Автор сценарію: Георгій Шаховськой
- Режисер-постановник: Тетяна Лукашевич
- Співрежисер: А. Слободник
- Оператор-постановник: Євген Андриканіс
- Композитор: Юрій Нікольський
- Художники-постановники: Йосип Шпінель, Олександр Жаренов
- Звукооператор: Сергій Минервін
- Директор: Ілля Вайсфельд